# YUKIHIRO TAKHASHI TOUR '82 WHAT ME WORRY
YUKIHIRO TAKAHASHI TOUR '82 WHAT ME WORRYは、日本のミュージシャンである高橋幸宏が1982年に行った、初のコンサートツアーである。

## 概要
7月26日の東京厚生年金会館公演には加藤和彦、坂本龍一、鈴木慶一、デヴィッド・シルヴィアンがゲストとして参加した。この日の「キュー」のサウンドチェック時の映像がスティーヴ・ジャンセンのVimeoページで公開されており、YMOのウィンター・ライヴ1981と同様に坂本がドラムを演奏している様子が確認できる。

## セットリスト
1. ホワット、ミー・ウォーリー? (WHAT, ME WORRY?)
2. きっとうまくいく (IT'S GONNA WORK OUT)
3. スクール・オブ・ソウト (SCHOOL OF THOUGHT)
4. 本当の君 (THE REAL YOU)
5. 使いすてハート (DISPOSABLE LOVE)
6. ガラス (GLASS)
7. 大いなる希望 (GRAND ESPOIR)
8. コネクション (CONNECTION)
9. NOW AND THEN[注 1]
10. ドリップ・ドライ・アイズ (DRIP DRY EYES)
11. サヨナラ (SAYONARA)
12. 回想 (FLASHBACK)
13. H[注 2]
14. スポーツマン (SPORTS MEN)[注 3]
15. 手掛かり (KEY)[注 4]
16. 予感 (SOMETHING IN THE AIR)
アンコール
17. すべて 素晴らしすぎる (IT'S ALL TOO MUCH)
18. 非・凡 (EXTRA-ORDINARY)
アンコール
19. すぐそこにある (ALL YOU'VE GOT TO DO)
20. キュー (CUE)[注 4]

## 日程
| 日付          | 都市   | 会場             |
| ------------- | ------ | ---------------- |
| 1982年6月22日 | 浦安   | 浦安市文化会館   |
| 1982年6月25日 | 福岡   | 福岡サンパレス   |
| 1982年6月28日 | 広島   | 広島郵便貯金会館 |
| 1982年6月29日 | 大阪   | 大阪厚生年金会館 |
| 1982年7月1日  | 仙台   | 宮城県民会館     |
| 1982年7月6日  | 盛岡   | 岩手県民会館     |
| 1982年7月12日 | 札幌   | 札幌市民会館     |
| 1982年7月13日 | 帯広   | 帯広市民会館     |
| 1982年7月16日 | 東京   | 渋谷公会堂       |
| 1982年7月19日 | 神戸   | 神戸国際会館     |
| 1982年7月20日 | 京都   | 京都府立勤労会館 |
| 1982年7月21日 | 名古屋 | 名古屋市公会堂   |
| 1982年7月26日 | 東京   | 東京厚生年金会館 |
| 1982年7月27日 | 東京   | 渋谷公会堂       |
| 1982年7月28日 | 東京   | ツバキハウス     |

## 参加ミュージシャン
- 高橋幸宏 - ボーカル、キーボード、ドラムス
- 細野晴臣 - ベース、キーボード、リード・ボーカル[注 5]
- 土屋昌巳 - ギター
- 立花ハジメ - サックス、ギター
- スティーヴ・ジャンセン - ドラムス

### ゲストミュージシャン
- サンディー - ボーカル (7月16日)
- 加藤和彦 - ギター (7月26日)
- 坂本龍一 - ドラムス (7月26日)
- 鈴木慶一 - ギター (7月26日)
- デヴィッド・シルヴィアン - キーボード (7月26日)

## 音源
- 7月26日東京厚生年金会館公演の模様は、1982年9月15日にNHK-FMで1時間にわたり放送された[2]。
  - 1996年にリリースされたボックス・セット『¥EN BOX Vol.1』に収録されている編集盤『It's A Y.T. World』には同公演から「スクール・オブ・ソウト」「使いすてハート」「スポーツマン」「手掛かり」「すべて 素晴らしすぎる」が収録されている[3]。また、同年リリースの『¥EN BOX Vol.2』に収録されている編集盤『Bonus Disc Male』にも同公演から「コネクション」「ドリップ・ドライ・アイズ」「回想」「H」「すぐそこにある」「キュー」が収録されている[4]。
  - 2022年にリリースされたボックス・セット『IT'S GONNA WORK OUT ～LIVE 82-84～』には同公演の全曲がマルチテープからの新規ミックスで収録されている[5]。